# Daishakacythere
Daishakacythere is een geslacht van uitgestorven kreeftachtigen uit de klasse van de Ostracoda (mosselkreeftjes).

## Soorten
- Daishakacythere abei (Tabuki, 1986) Irizuki, 1993 †
- Daishakacythere posterocostata (Tabuki, 1986) Irizuki, 1993 †